# Natalia Korosteliova
Natalia Korosteliova (n. 4 octombrie 1981, Ciusovoi, RSFS Rusă, URSS) este o schioară de fond rusă, medaliată olimpică. A participat la o ediție a Jocurilor Olimpice (2010) în care a câștigat o medalie de bronz.